# Armée Karen de libération nationale

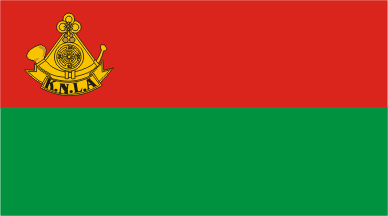
Flag of KNLA

L’Armée Karen de libération nationale (en birman : ကရင်အမျိုးသား လွတ်မြောက်ရေး တပ်မတော်, KNLA) est la branche militaire de l'Union nationale karen, qui milite pour l'auto-détermination du peuple karen de Birmanie. Elle combat contre le pouvoir central depuis 1949 dans le cadre de la guerre civile birmane.
Elle serait forte de 5 000 membres en 2006, serait divisée en 7 brigades et comprendrait des forces spéciales.
En janvier 2012, un cessez-le-feu est signé entre les rebelles de la KNLA et le gouvernement, lequel amnistie par ailleurs 6 000 prisonniers politiques.
Dans le cadre de la guerre civile déclenché par le coup d'état militaire de 2021, elle combat aux côtés de la Force de défense du peuple.